# 溝口ケージ
溝口 ケージ（みぞぐち ケージ）は、日本のイラストレーター。男性。『さくら荘のペットな彼女』の挿絵等を担当。「NtyPe」というサークル名で同人活動も行っている。

## 人物
好きなものはおっぱい、嫌いなものは現実。ニコニコ動画にて『北斗の拳』のコンボをまとめた動画を投稿するなど、プライベートでは格闘ゲームを趣味としている。ニコニコミュニティに自身のコミュニティが設置されており、ニコニコ生放送で生配信を行っている。
イラストレーターのカントクとは大学時代からの友人であり、現在も交流を続けている。

## 作品リスト
出典

### 挿絵
- 土くれのティータニア（電撃文庫、作：増子二郎）
- さくら荘のペットな彼女[7]（電撃文庫、作：鴨志田一）
- 僕は友達が少ない 公式アンソロジーコミック（カバーイラスト）
- 青春ブタ野郎シリーズ（電撃文庫、作：鴨志田一）
- 14歳とイラストレーター（MF文庫J、作：むらさきゆきや）

### アニメ
- 僕は友達が少ない 第1話EDカード
- C3 -シーキューブ- 第五章EDカード
- 輪廻のラグランジェ season 2 第3話EDカード[8]
- エスカ&ロジーのアトリエ 〜黄昏の空の錬金術士〜 第3話EDカード
- ブラック・ブレット 第12話EDカード
- 失われた未来を求めて 第10話EDカード
- ニセコイ: 第4話EDカード
- ご注文はうさぎですか?? 第4話EDカード
- 異世界魔王と召喚少女の奴隷魔術Ω 第1話EDカード

### 同人誌
- いちゃいちゃレールガン！シリーズ
- マイエンジェルあやせがこんなに可愛い。
- 通いガハマさん
- いろハスハス
- 加藤恵は断らないかわいい

### 表紙イラスト
- 電撃の缶詰 2010年12月号・2011年9月号

### CDジャケット
- EXIT TRANCE PRESENTS SPEED アニメトランス BEST 3（EXIT TUNES、2008年3月5日）
- ドラマCD さくら荘のペットな彼女 椎名ましろのはじめてのお世話（アスキーメディアワークス、2012年6月28日）

### その他
- とある科学の超電磁砲5巻特装版付録『偽典・超電磁砲』寄稿（2010年6月）